# 쿠릴 열도 분쟁

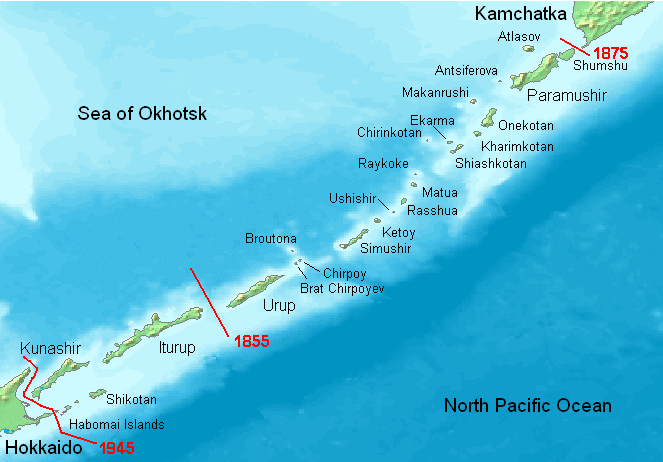
쿠릴 열도에 관한 러시아와 일본 양국의 국경 변화. 공식적으로 일본은 1855년부터 1945년까지 90년 동안 자국의 영토였던 북방 영토의 영유권을 주장하고 있다.

일본과 러시아의 실효 지배 변천사
좌측의 1875년에는 상트페테르부르크 조약에 의거하여 사할린과 쿠릴 열도 간의 영유권 맞교환 후의 모습
가운데인 1905년에는 포츠머스 조약에 의거하여 북위 50도를 기준으로 하는 남사할린의 일본 편입 직후 모습
1945년 제2차 세계 대전의 종전 직후의 지금의 남쿠릴 열도의 모습

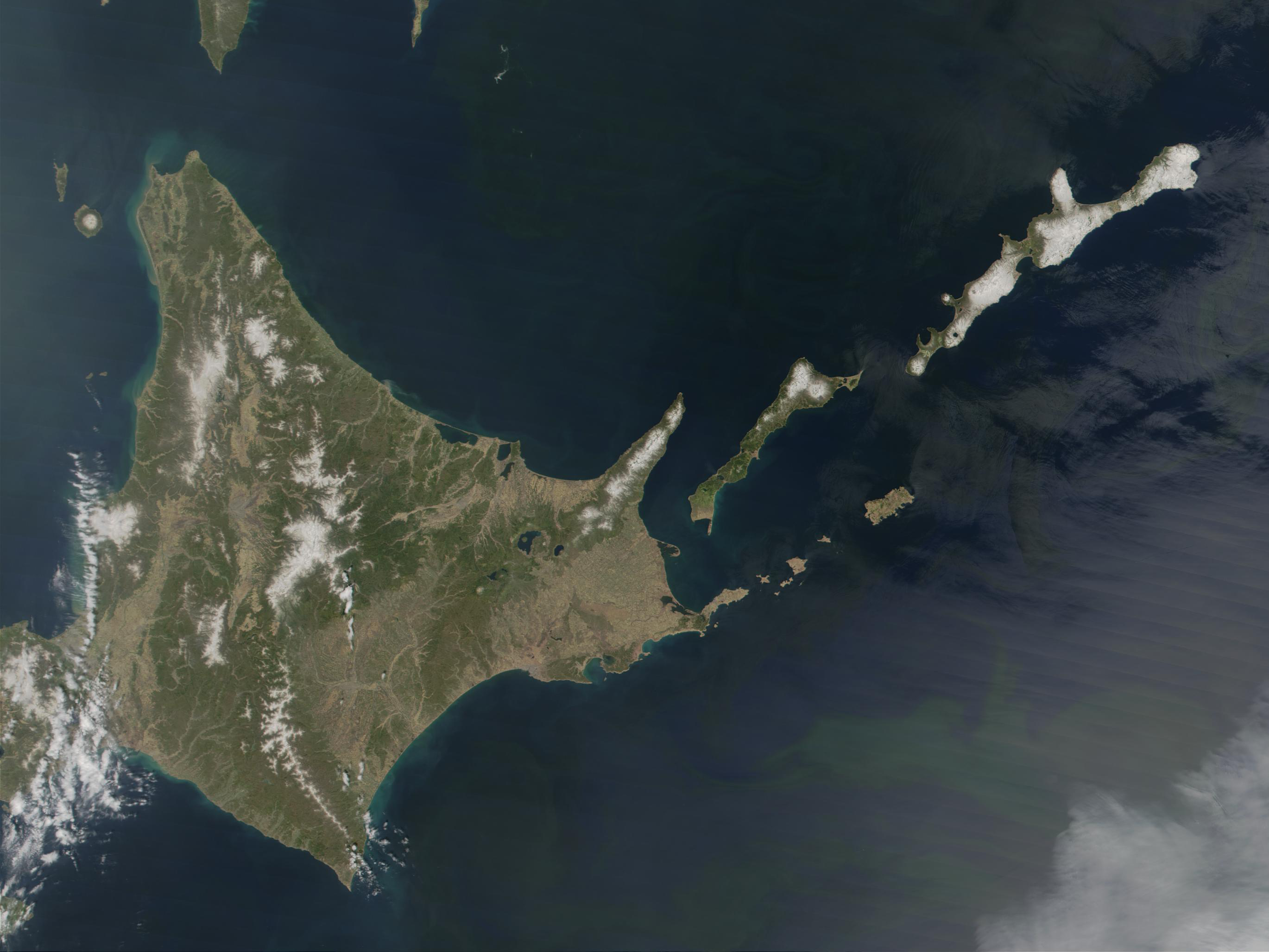
홋카이도와 북방 영토의 위성 사진 (홋포 지역)

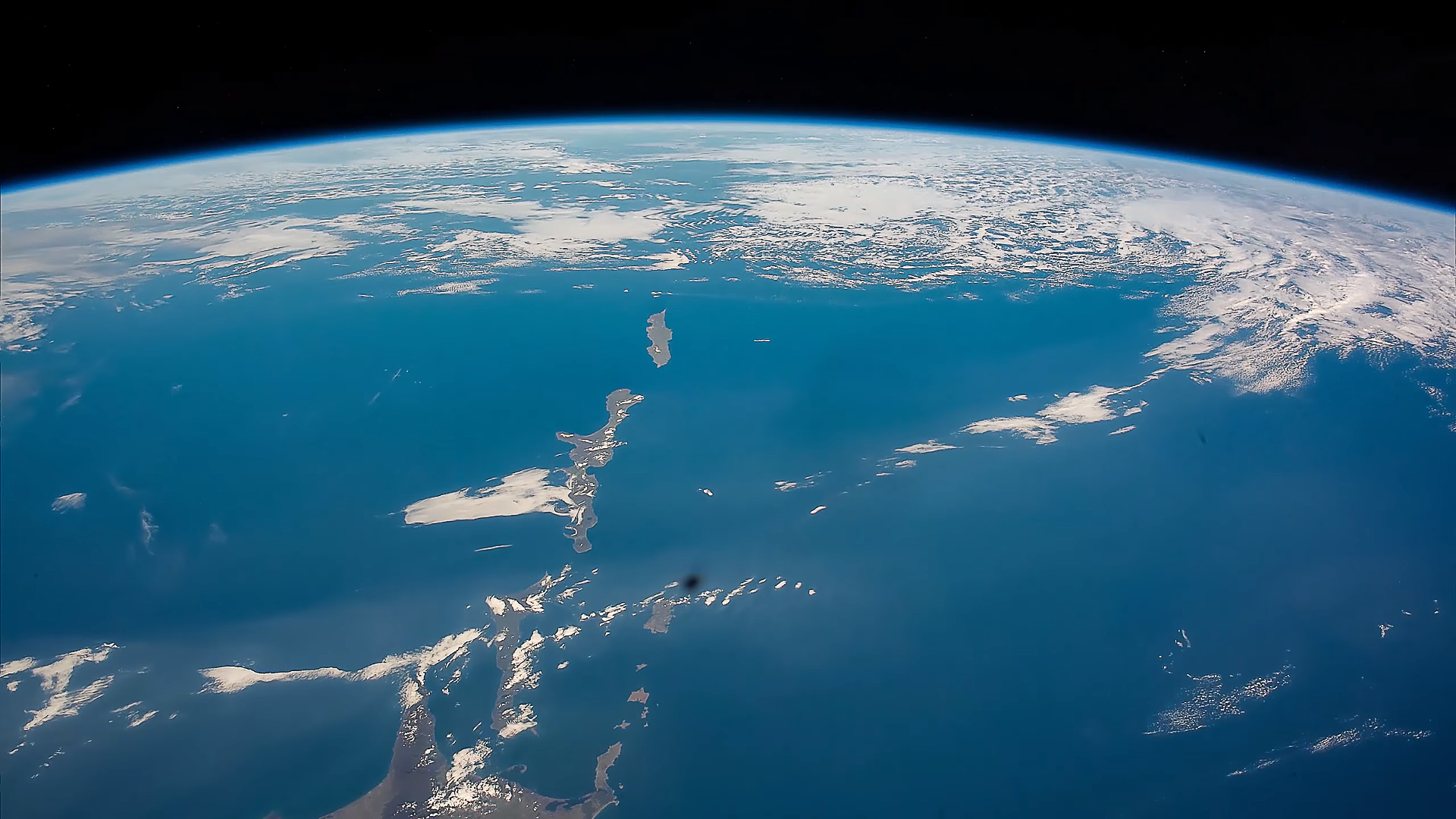
국제 우주 정거장에서 본 하보마이 군도, 시코탄섬, 구나시리섬, 에토로후섬 그리고 우루프섬 등의 모습

쿠릴 열도 분쟁(러시아어: Проблема принадлежности Курильских островов, 영어: Kuril Islands dispute) 또는 북방 영토 문제(일본어: ほっぽうりょうどもんだい, 영어: Northern Territories dispute)는 쿠릴 열도 남부에 위치한 북방 영토(이투루프섬, 쿠나시르섬, 시코탄섬, 하보마이 군도)에 대한 러시아와 일본 사이의 영토 분쟁이다.
북방 영토는 제2차 세계 대전 이후 러시아의 영토가 되었으나 일본이 반환을 요구하고 있다.

## 과거사
쿠릴 열도는 1945년부터 러시아의 영토가 되었다. 샌프란시스코 강화 조약에서 일본은 시코탄섬과 하보마이 군도는 쿠릴 열도에 포함되지 않으며 '홋카이도의 일부'라고 영유권을 주장했지만, 받아들여지지 않았다. 당시 일본은 에토로후섬과 구나시리섬에 대해서는 회의 석상에서 두 차례에 걸쳐 ‘남지시마(남쿠릴 열도)’라고 부르며, 이들 2개의 도서 지역이 포기한 쿠릴 열도 안에 포함됨을 인정했다.
1956년 일소공동선언 당시 소련은 일본과의 관계 개선을 위해 시코탄섬과 하보마이 군도를 일본에 양도하겠다고 제의했지만, 1960년 미일안보조약을 체결하자 거세게 반발하면서 양도 제의를 철회하였다. 이후 일본은 쿠나시르섬과 이투루프섬에 대해서도 반환을 요구하고 있다. 

### 일본의 주장
일본은 북방 영토가 홋카이도에 부속된 일본의 고유 영토라고 주장하고 있으며, 세계2차대전 이후 소련에게 빼앗긴 이 섬들을 돌려 줄 것을 요구하고 있다.
일본은 1950년대에는 시코탄섬과 하보마이 군도에 대해서만 '홋카이도의 일부로, 쿠릴 열도에 포함되지 않는다'며 영유권을 주장하다가, 1960년대 이후에는 쿠나시르섬과 이투루프섬에 대해서도 쿠릴 열도(일본명: 千島列島, 지시마 열도)란 말 대신 "북방 영토"라 부르며 영유권을 주장하고 있다.

### 러시아의 주장
- 샌프란시스코 강화 조약에서 일본은 쿠릴 열도 전체에 대한 일체의 권리를 이미 포기했고, 이투루프섬과 쿠나시르섬은 일본이 영유권을 포기했다.
- 얄타 회담에서 소련의 참전이나 전후의 할양은 연합국에 의해 사전에 승낙되었다.
- 도쿄 재판 확정 판결은 “일소 중립 조약은 성의 없이 체결된 조약이며 소련에 대한 일본의 침략 기도를 진행시키려는 수단으로 이용된 것이다.”라고 밝히고 있다.[3]

### 연혁
이 지역에는 원래 아이누, 윌타족 등이 거주하고 있었다. 18세기에 러시아인들이 이투루프섬에 들어와 마을을 건설했고, 18세기 말에 일본이 이 지역을 지배했다. 제2차 세계 대전 직후 소비에트 연방이 점령하였고, 계속해서 러시아가 실효 지배하고 있다.
- 1855년

에도 막부와 러시아 제국은 러일 화친 조약을 맺어 당시 각자의 세력권 아래 있던 이투루프섬과 우루프섬의 사이를 국경선으로 정했다.

- 1875년

러시아와 일본은 상트페테르부르크 조약에서 사할린섬 전체를 러시아의 영토로 하고, 대신 쿠릴 열도의 섬들은 일본이 지배하기로 하였다.
- 1905년

러일 전쟁 후 포츠머스 조약으로 사할린 섬의 남쪽 절반이 일본에 양도되었다.
- 1943년

태평양 전쟁 중 미국·영국·중화민국이 카이로에서 정상회담을 가졌다.
- 1945년 7월 26일 - 9월 2일

7월 26일, 포츠담 선언은 카이로 선언을 계승하여 "일본의 주권은 혼슈, 홋카이도, 규슈 및 시코쿠와 부근 작은 섬들에만 미치며, 남사할린과 쿠릴 열도는 제외된다."고 밝혔다.
8월 9일, 소비에트 연방이 대일(對日) 참전을 시작했다. 8월 10일에 일본이 포츠담 선언의 수락을 연합국에 전달하고, 9월 2일 연합국에 대한 항복 문서에 조인했다.
8월 28일, 소비에트 연방이 이투루프섬을 점령하고, 9월 1일에 쿠나시르섬, 시코탄섬, 하보마이 군도 등을 순차적으로 점령했다.
- 1951년

샌프란시스코 강화조약에서 일본은 시코탄섬과 하보마이 군도는 쿠릴 열도에 포함되지 않으며 '홋카이도의 일부'라고 영유권을 주장했다. 그러나, 당시 일본은 이투루프섬과 쿠나시르섬에 대해서는 회의 석상에서 두 차례에 걸쳐 ‘남지시마(남쿠릴 열도)’라고 부르며, 이 2개 섬이 포기한 쿠릴열도 안에 포함됨을 인정했다.
- 1956년

일소공동선언으로 외교 관계가 회복되었다. 공동선언 제9항에서, 소련은 하보마이 군도와 시코탄섬을 평화 조약 체결 후 일본에 넘기는 것에 동의했다.
- 1960년

기시 노부스케 내각이 미일안보조약 개정을 실시하자 소련은 거세게 반발하며 하보마이 군도과 시코탄섬을 넘겨주겠다는 제안을 취소했다. 이후 일본은 쿠나시르섬과 이투루프섬에 대해서도 반환을 요구하는 쪽으로 입장을 바꾸었다.
- 1991년

러시아가 이 지역에 대한 영토 문제를 계승했다.
- 2001년

3월, 블라디미르 푸틴 러시아 대통령과 온건파인 모리 요시로 일본 총리는 양측이 만족할 만한 해법을 찾기 위해 노력하기로 합의하고 양측간 협상이 진행되었다. 러시아는 하보마이 군도와 시코탄섬을 일본에 넘긴다는 입장이었고, 일본은 하보마이 군도와 시코탄섬을 먼저 돌려받고 구나시리섬과 에토로후섬에 대한 반환에 관하여는 추후 협상을 계속한다는 입장이었다. 그러나, 극우파 고이즈미 준이치로가 총리가 된 후 일본이 입장을 바꾸어 4개 섬을 한꺼번에 돌려달라고 요구하면서 협상이 결렬되었다.
- 2007년

6월 3일, 세르게이 라브로프(러시아어: Сергей Лавро́в) 러시아 외교부 장관이 1991년 소련 붕괴 이후 러시아 외교장관으로는 처음으로 이 지역을 방문했다. 세르게이 라브로프는 방문 일정이 끝난 후 일본 정부에 남쿠릴 열도 4개 섬 공동 개발을 제안하였으나, 일본 정부는 제안을 받아들일 경우 섬들이 러시아의 영토라고 용인하는 것으로 비춰질까 염려하여 이에 응하지 않았다.
- 2008년

5월, 일본과 러시아 양국 정부는 쿠릴 열도 분쟁을 해결하기 위한 조치로 비자 면제 방문 프로그램에 합의하였다. 양국은 일본에 연고를 두고 있는 320명의 러시아인과 쿠릴 열도에 가족 묘나 친지가 있는 517명의 일본인 등 총 837명에 대해 29차례에 걸쳐 비자 없이 상호 방문을 허용하기로 했다.
11월 22일, 러시아와 일본 정상은 영토 문제 해결을 위해 적극 노력하기로 합의했다. 그러나, 교도 통신을 비롯한 일본의 각 언론사들은 영토 협상이 본격화될지에 대해서 의문을 표시했다.
- 2010년

11월, 러시아의 드미트리 메드베데프 대통령이 국가원수로서는 처음으로 이 지역을 방문했다. 이 방문은 남쿠릴 열도에 대한 러시아 정부의 단호한 지배권 강화의 자세를 상징적으로 보여준 것으로 평가되었다.
- 2011년

2월 16일, 중화인민공화국과 대한민국의 수산 업체가 쿠릴 열도의 쿠나시르섬에서 러시아와 공동으로 해삼 양식 사업을 할 예정이라고 보도되었다. 일본은 제3국 기업의 남쿠릴 열도 투자가 러시아의 영유권 인정으로 이어질 우려가 있다며 반발했다. 러시아는 드미트리 메드베데프 대통령의 방문 이후 남쿠릴 열도에 대한 중화인민공화국이나 대한민국 등 제3국의 기업에 투자를 요청하고 있다.
- 2012년

2월 14일, 러시아의 니콜라이 마카로프 총참모장은 모스크바에서 기자회견을 열어 쿠나시르섬과 이투루프섬에 군 주둔지 2곳을 추가 건설하겠다고 밝혔다. 현재 두 섬에는 러시아 군의 5개 주둔지(병력 3,500명)가 있기 때문에 추가 건설이 완료되면 주둔지가 7개로 확대된다. 이에 따라 쿠릴열도에 러시아군이 증강되고 최신 미사일과 공격용 헬기, 탱크, 장갑차 등이 배치될 예정이다.
3월 22일, 교도통신에 따르면 쿠나시르섬을 방문한 중국 수산물기업 대표단이 “수산물 가공 공장 건설 등에 5,000만 달러를 투자할 준비가 돼 있다.”고 밝혔다. 중국 대표단은 대형 냉장고를 구비한 수산물 가공 공장을 비롯해 가리비·해삼 양식장 건설 등의 구상을 설명한 것으로 전해졌다. 이에 대해 일본 정부는 러시아의 제안을 받아들일 경우 쿠릴열도에서 러시아의 관할권을 인정하게 된다며 한국, 중국의 정부와 기업에 신중한 자세를 취해줄 것을 요구하였다.
8월 14일, 러시아 정부는 일본과 영토분쟁중인 쿠나시르 섬과 이투루프 섬에 전투함 2척을 파견할 계획이라고 밝혔다.
- 2013년

1월 9일, 러시아에 일본 특사로 방문할 예정인 모리 요시로 전 일본 총리는 일본 후지 TV에 출연하여 '현실적으로 생각한다면, 이투루프섬은 포기하고 쿠나시르섬, 하보마이 군도, 시코탄섬의 반환을 요구해야 한다'는 의견을 제시하였다.
4월 29일, 러시아 푸틴 대통령은 일본 아베 신조 총리와의 정상회담에서 2008년 중국과의 볼쇼이우수리스키섬(중국명: 헤이샤쯔섬) 분할을 예로 들며 하보마이 군도와 시코탄섬을 일본에 넘기고 쿠나시르섬은 일본과 양분할 수 있음을 시사하였다.
- 2018년

4월에 일본의 스가 요시히데 관방장관은 쿠릴 열도 4개섬에서 러시아군이 2천 명 규모의 군사 훈련과 대테러 훈련을 실시하는 것과 관련해, 러시아 정부에 항의했다고 밝혔다.
10월 10일부터 러시아 정부는 쿠릴 열도에서 사격 훈련을 실시한다고 통보하자 일본은 즉각 반발했다. 그리고 러시아가 쿠릴 열도 남부의 북방 영토 부근에서 미사일 사격 훈련을 실시하자 일본측은 항의했다.

## 같이 보기

### 일반 주제
- 샌프란시스코 강화조약
- 쿠릴 열도 상륙 작전
- 아이누 민족 - 해당지역 선주민족(일본의 민족 문제)
- 북방 영토의 날

### 일본 내 영토 분쟁 관련
- 센카쿠 열도(중국명 댜오위다오)
  - 센카쿠 열도 분쟁
- 독도
  - 독도 분쟁
  - 다케시마의 날

### 유사 분쟁 사례
- 스프래틀리 군도 분쟁
- 볼쇼이우수리스키섬 - 중화인민공화국과의 영토 해결에 따라 섬의 서쪽이 중화인민공화국으로 할양된 사례
- 멕시코-미국 전쟁
- 페드라 브랑카 갈등
- 포클랜드 제도
  - 포클랜드 제도 분쟁
- 나배사섬
- 키프로스 분쟁